# Regina Silveira
Regina Silveira (Porto Alegre, 18 de enero de 1939) es una artista brasileña. Trabaja con luces, sombras y distorsiones para explorar nociones de realidad a través de construcciones geométricas. En su trabajo, tiene preferencia por los juegos perceptivos y de continuidad en el espacio físico. A lo largo de su trayectoria ha utilizado diversos medios de comunicación y expresión, aunque se ha enfocado principalmente en la videografía, el dibujo, la pintura y las técnicas de grabado. Ha vivido, trabajado y estudiado principalmente en São Paulo. Sus obras se han expuesto en Europa y el continente americano, por lo que gran parte de su trabajo se encuentra en colecciones públicas. Puede ser considerada una de las más influyentes artistas latinoamericanas de su generación. En sus trabajos, Silveira trata de hacer pensar a los espectadores sobre el modo donde están, literalmente, viéndolo.

## Biografía
Silveira nació en Porto Alegre, Brasil, pero ha pasado la mayor parte de su vida en São Paulo. Comenzó a estudiar artes en 1950. Estudió pintura, litografía y xilograbado. Entre sus profesores se encuentra el pintor brasileño Iberê Camargo. En los años 70 experimentó con técnicas de grabado y fotocomposición, así como con vídeo y recientemente realidad virtual.

## Educación
En 1959, a la temprana edad de 20 años, Regina se graduó en Bellas Artes en el Instituto de Artes del Universidade Federal de Rio Grande do Sul (UFRGS). Inició una carrera artística, durante la cual completó una maestría en Bellas Artes en 1980, y un doctorado en la Escuela de Comunicación y Artes de la universidad de São Paulo (ECA-USP) en 1984. Estudio en la Facultad de Filosofía y Letras de Madrid. Práctico como becaria del Instituto de Cultura Hispánica en 1967. Desde su graduación, Silveira ha sido profesora en diversas instituciones educativas en Brasil, lo cual le ha permitido mantenerse continuamente dentro del sistema del arte mientras perfeccionaba su práctica artística.

## Ocupación
Regina Silveira ha sido profesora entre 1964 y 1969, en el Instituto de Artes de la Universidade Federal do Rio Grande do Sul (UFGRS), institución en la que se había graduado anteriormente. Desde 1969 hasta 1973 enseñó en el Campus de Mayagüez de la Universidad de Puerto Rico.
Silveira recientemente se ha involucrado en la realidad virtual, ha realizado dos obras en colaboración, Infinities y Odisseia.
Ha estudiado por más de 30 años la representación de la imagen visual por medio de sus trabajos y también el significado de la realidad misma.
En un momento tuvo la necesidad de cambiar re-orientar de creación de sus formas, yendo de lo análogo a lo digital , a partir de la obra Encuentro (1991) ya que ella necesitaba realizar una pieza a mayor escala y mayor precisión lo cual logró realizando el diseño con un medio digital.
En su carrera ha indagado la percepción de la realidad y los motivos de las imágenes visuales. Su terminología artística contiene distintos modos de representación en perspectiva, la cual circunscriben Skiagraphia (es el estudio de las sombras) y la obtención de las mismas de objetos comunes para crear dualidad y tensión.
En 1973 aceptó un puesto de docente en la Fundação Armando Alvares Penteado (FAAP-SP). Mantuvo esta posición hasta 1985. Finalmente, Silveira se retiró después de una larga carrera en el Departamento de Artes Plásticas de la Escuela de Comunicaciones y Artes en la Universidade de São Paulo.

## Trabajo: temas y procesos
El trabajo artístico de Regina Silveira hace un uso conceptual de la instalación y las técnicas de grabado e impresión. Sus primeras pinturas fueron realizadas en muros, en ocasiones site-specific. Posteriormente desarrolló ilusiones ópticas y espaciales que incorporaron imágenes producidas digitalmente en paredes y habitaciones enteras. Silveira ha utilizado el grabado y las técnicas de impresión para explorar el impacto y la distorsión visuales a través de un empleo provocador de las luces y las sombras.
El trabajo de Silveira gira alrededor de la idea de que  hay una tensión entre el movimiento y la perspectiva espacial del sujeto. Esto permite a la artista realizar sus ideas y motivos en formatos muy diversos. Emplea usualmente connotaciones políticas para dar un significado más profundo a su trabajo.
Uno de sus trabajos más representativos es In Absentia (1983), presentado en la 17.ª Bienal de São Paulo. En él, dos siluetas de readymades de Marcel Duchamp llenaban la habitación con sombras en perspectivas forzadas, que apuntaban a la ausencia de los readymades sobre unos pedestales vacíos.  
El vocabulario visual de la artista explora el simulacro entre la ausencia y la presencia. Para ello ha utilizado elementos como sombras, huellas, y marcas de neumáticos.
Silveira ha realizado numerosas instalaciones internacionales. Es conocida por su uso innovador del espacio en galerías y museos, como por ejemplo en sus instalaciones en espacios vacíos de oficinas en Houston, Texas.  No sólo ha experimentado con la idea de espacio y percepción, sino también con la luz y su ausencia —la sombra—. En este tipo de exploraciones de luces y sombras en relación con objetos implican la inmersión del espectador. Trabaja habitualmente con la intangibilidad, que por ello poseen una naturaleza moldeable. En su trabajo son distorsionadas intencionalmente y permiten crear cierta imagen cuando son vistas desde un ángulo concreto. En las escenas creadas por Silveira se trabajan las ausencias y presencias. En Desaparencia (1997-2001), describe un caballete y una banqueta, literalmente, pero usando líneas de puntos, cuya presencia indica al mismo tiempo la presencia y la ausencia del objeto de arte, dirigiendo al espectador a una interesante dicotomía.
Silveira es representada por la Galería Sicardi en Houston, Texas. Reside y trabaja en São Paulo, Brasil.
Ha presentado una serie de trabajos en el ámbito virtual y visual. Ambos campos de índole digital, por lo que con ayuda de distintos artistas ha presentado obras que cuentan con su propia firma. Donde la geometría toma el papel principal y se encarga de mantener la atención del espectador por medio de herramientas como la realidad virtual o el uso de la imagen con el uso de pantallas. Obras como Odisseia o Dobra se encargan de usar al máximo la plataforma en la que se presentan y cuentan con sonidos ambientales y envolventes para conseguir una inmersión completa.

## Exposiciones individuales
| Año  | Título                                                    | Local                                                         | Ubicación                  |
| ---- | --------------------------------------------------------- | ------------------------------------------------------------- | -------------------------- |
| 2015 | Regina Silveira: CRASH                                    | Museu Oscar Niemeyer                                          | Curitiba, Brasil           |
| 2014 | El sueño de Mirra y otras constelaciones                  | Museo Amparo                                                  | Puebla, México             |
| 2014 | Interact: Deconstructing Spectatorship                    | Courtauld Instituto de Arte                                   | Londres, Reino Unido       |
| 2013 | Regina Silveira                                           | Alexander Gray Associates                                     | Nueva York, NY, EE. UU.    |
| 2013 | Octopus                                                   | Savannah College of Art and Design Museum of Art              | Savannah, Georgia, EE. UU. |
| 2010 | Tramazul                                                  | Museu de Arte de São Paulo                                    | São Paulo, Brasil          |
| 2009 | Tropel (Reversed)                                         | Kunstmuseet Koge                                              | Skitsesamling, Dinamarca   |
| 2007 | Sombra Luminosa                                           | Museo de Arte del Banco de la República                       | Bogotá, Colombia           |
| 2005 | Lumen Archivado el 7 de julio de 2016 en Wayback Machine. | Palacio de Cristal, Museo Nacional Centro de Arte Reina Sofía | Madrid, España             |
| 2000 | Perpetual Transformation                                  | Art Museum of the Americas                                    | Washington D. C., EE. UU.  |
| 1998 | Super-Herói: Night and Day                                | Museo de Arte Moderno de Buenos Aires                         | Argentina                  |
| 1984 | Sombras                                                   | Museu de Arte Rio Grande Sul                                  | Porto Alegre, Brasil       |

Regina Silveira también ha participado de numerosas exposiciones colectivas, como la 1.ª Bienal de La Habana (Cuba, 1984); Brasil: Body and Soul, Museo Guggenheim (Nueva York, 2001); la XV Bienal de Cerveira (Vila Nova de Cerveira, Portugal, 2009); Philagrafika (Filadelfia, 2010); y la XI Bienal de Cuenca (Ecuador, 2011).

## Exposiciones y trabajos destacados
Regina Silveira ha presentado y contribuido a más de 100 exposiciones durante su carrera.
Lumen es una de las exposiciones más destacadas. Silveira trabajó con un edificio de cristal, el Palacio de Cristal en el Parque del Retiro de Madrid. Colocó el vinilo de una bombilla en la fachada, que quedaba oscura durante el día, pero se iluminaba durante la noche. Añadió también impresiones en vinilo del techo de cristal del edificio, causando un efecto muy diferente en el edificio respecto a su aspecto original. Estos vinilos, situados en el techo, proyectaban sombras y patrones en el suelo, tal y como Silveira había previsto.
Gone Wild fue una exposición que presentó huellas de patas de animales en vinilo pegados en las paredes. En paw las impresiones aparecen como si  empezaran en el piso y en la ventana y unas formas amorfas en las paredes como si un animal corríera alrededor de la habitación. Muchas de las impresiones están distorsionados de modo que sólo pueden ser vistas como huellas ‘normales' cuando la impresión es vista desde un ángulo específico.
Desaparencia es una pieza que está colocada en una habitación de paredes blancas con suelo de cedro. Las paredes tienen ventanas, pero están cerradas para minimizar su efecto en la pieza. Silveira empleó líneas de puntos en látex para perfilar un caballete de artista con un bastidor entelado, junto a un taburete. El caballete y el taburete se extienden por el piso. La imagen de la pieza, que se extiende por las paredes y en el techo, aparece al colocarse el espectador en la puerta, en un punto marcado por unas huellas. La imagen del caballete resulta muy realista, aunque de tamaño monumental. 
En Mil E Um Dias, Silveira diseñó varias proyecciones sobre muros, incluyendo una puerta y una escalera. Las escenas incluían un cielo nocturno salpicado de estrellas, y un amanecer con el sol asomando entre nubes. En el caso de la puerta, esta aparece impecablemente armonizada con las paredes. Ante la puerta hay tres escalones, que parecen dirigir al espectador hacia el cielo. La pieza dirige al espectador a una contemplación más profunda, ampliando el significado de la pieza. Se trata de una doble realidad: la pared y la puerta son un lienzo en blanco para el futuro, que siempre intentamos alcanzar, como parecen indicar los escalones. 
Mundus Admirabilis es una instalación que presenta insectos realizados en vinilo negro sobre las paredes de una habitación blanca. Este es un patrón que se repite en muchas ocasiones en el trabajo de Silveira. En esta pieza, se muestran centenares de insectos en tamaño ampliado, que toman la habitación entera. Se encuentran en el suelo, en las paredes, e incluso subiendo la escalera a la balconada del segundo piso de la habitación.
Odisseia La propuesta de Regina hacia la frontera tecnológica con Odisseia empezó con la colaboración de Itaú Cultural y el HLRS-High Performance Computing Center de la Universidad de Stuttgart a mediados de 2016. Promueve un viaje infinito sobre las nubes, donde un cubo trasparente funge como una nave que transporta al espectador. Esta cuenta con entradas y salidas en cada cara, con gran disponibilidad de caminos. Todo esto con el propósito de mostrar un viaje físico y a la vez subjetivo en este espacio vítreo y laberíntico en el que la gravedad es inexistente.
Exit Es una exposición que toma como principios la idea de las limitaciones, más que las de posibles salidas, promueve los laberintos como una manera de estar . La obra central Borders Es un laberinto en el cual la geometría que caracteriza a Regina se encuentra presente en sus caminos. Utilizando antiparras 3D se puede hacer notar el auténtico encierro, la idea de presentar fronteras que muy bien podrían ser la representación de una sociedad de control. Fue elaborada para una presentación de Stuttgart y reelaborada en 2018 para incluir una carga tecnológica.
Além do infinito Es una exposición en la que se destacan las características astrales y cuerpos celestes en Up there se nos muestra una narración visual de índole ficticia, la cual cuenta con alrededor de 3 minutos de duración. Dicho viaje comienza con una serie de cuerpos celestes (Planetas) inexistentes, para después descender a lo que se presenta como una supuesta atmósfera terrestre. Dicha secuencia se encuentra en bucle y puede volver a ser experimentada. Aunque no muy evidentes las formas geométricas siguen estando presentes en el formato presentado y los planetas que percibimos.
Limiares Es una exposición presentada en Paço das Artes cuya idea principal viene de la representación de las mujeres en el arte y su capacidad para expresar ideas desde su punto original, como pueden ser presentadas desde lo tangible hasta lo intangible desde las fotografías tomadas para Dobra o la serie creada para Cascata. En esta exposición se destaca el uso de la luz en videografía y los efectos que le causa a la visión.

## Becas obtenidas
1995 Fundación Civitella Ranieri.
1994 Fundación Fullbright.
1993 Fundación Pollock-Krasner.
1991 Fundación John Simon Guggenheim.

## Trabajos en colecciones públicas
```
Colecciones internacionales:
```

- Colección Itaú, São Paulo, Brasil
- Celeção SECS, São Paulo, Brasil
- Contemporary Art, La Jolla, CA, US
- Foundation for Contemporary Performance Arts, New York, NY, US
- Blanton Museum of Art, University of Texas, Austin, TX, US
- Museo de Arte Contemporânea de Buenos Aires, Argentina
- Museu de Arte Moderno de Río de Janeiro, Brasil
- Museu de Arte Moderno de São Paulo, Brasil
- Museo del Barrio, New York, NY, US
- Taipei Fine Arts Museum, Taiwán
- Queens Museum of Art, New York, NY, US

## Premios
Recientemente, Regina Silveira ha ganado varios premios por su trabajo artístico. Esta lista no es exhaustiva, pero incluye muchos premios entre los años de 1983 y 2013.
- 2013 Prêmio por el conjunto de su obra, Premio MASP Mercedes-Benz, São Paulo, Brasil
- 2012 Premio a su trayectoria y obra, Asociación de Críticos de Arte de Brasil, Brasil
- 2011 Tramazul, Gran Premio de Críticos de Arte, Asociación de Críticos de Arte de São Paulo, São Paulo, Brasil
- 2009 Artes de la Fundación Bunge
- 2007 Mundus Admirabilis, Prêmio Bravo de Artes Plásticas, São Paulo, Brasil
- 2004 Claraluz, Mejor Exposición del Año, Associação Paulista de Críticos de Arte, São Paulo, Brasil
- 2000 Gran Premio del Grabado Latinoamericano: Medalla de Oro, Primera Bienal Argentina de Gráfica Latinoamericana, Buenos Aires, Argentina
- 2000 Premio Cultural Sergio Motta
- Prêmio Sergio Cultural Motta para Arte e Tecnologia, Voto Popular, São Paulo, Brasil
- 1996 Civitella Ranieri Foundation Fellowship, Civitella Ranieri Center, Umbertide, Italia
- 1994 Fulbright Foundation, Washington D. C.
- 1993 Art Studio Grant, The Banff Centre, Banff, Canada Pollock-Krasner Foundation Grant, New York, NY
- 1990 The John Simon Guggenheim Foundation Fellowship
- 1988 Mejor instalación de 1987, Aociación Paulista de Críticos de Arte, São Paulo, Brasil
- 1988 Premio Lei Sarney à Cultura Brasileira: Gravura, Brasília, Distrito Federal, Brasil
- 1987 Ayuda a la investigación, Conselho Nacional de Pesquisa, Brasil
- 1985 Ayuda a la investigación, Conselho Nacional de Pesquisa, Brasil